# Bock (Isla)
Bock es una isla del país europeo de Alemania, que se encuentra al sur de Hiddensee, al sureste del mar Báltico y pertenece al estado de Mecklemburgo-Pomerania Occidental. La isla está deshabitada y es de tipo artificial.
Se trata de una reserva natural, es parte de la zona núcleo del Parque Nacional Boddenlandscape. En el oeste, la isla está separada por vías estrechas y poco profundas del grupo de pequeñas islas Werder.